# James Cleverly
James Cleverly (Londres, 4 de setembro de 1969) é um político britânico e oficial de reserva do Exército Britânico que atualmente ocupa o cargo de Secretário do Interior do Gabinete Sombra desde julho de 2024. Anteriormente, Cleverly foi Secretário de Estado para os Assuntos Internos, tendo assumido a posição em 13 de novembro de 2023, no governo de Rishi Sunak. Entre setembro de 2022 e novembro de 2023, foi também o Secretário de Relações Exteriores com a formação do governo da premiê Liz Truss, após as eleições no partido ocorridas no dia anterior, 5 de setembro. Manteve-se na posição após a ascensão de Rishi Sunak ao cargo de primeiro-ministro antes de mudar de posição.
Nascido em um bairro do sudeste de Londres, é filho de um agrimensor inglês e uma parteira de Serra Leoa. Reservista do Exército com patente de tenente-coronel, se tornou o primeiro não-branco a chefiar o tradicional Foreign Office. Formado em Administração pela então Thames Valley University, hoje University of West London, e tendo feito carreira no mercado editorial, já tinha servido em outros postos do ministério, assim como desempenhado o cargo de Secretário da Educação, o último que exerceu antes de ser nomeado chefe da diplomacia britânica.